# NGC 288
NGC 288 (ook wel ESO 474-SC37 of GCL 2) is een bolvormige sterrenhoop in het sterrenbeeld Beeldhouwer. NGC 288 staat op ongeveer 30.000 lichtjaar van de Aarde.
NGC 288 werd op 27 oktober 1785 ontdekt door de Duits-Britse astronoom William Herschel.
Deze bolvormige sterrenhoop bevindt zich op een halve graad ten noordoosten van de zuidelijke galactische pool (South Galactic Pole, SGP).